# Z Pola Walki
Z Pola Walki. Kwartalnik poświęcony dziejom ruchu robotniczego – kwartalnik ukazujący się w latach 1958–1989 w Warszawie. 

## Historia
Pismo pierwotnie ukazało się w roku 1956 pod tytułem „Z Pola Walki. Zeszyty Wydziału Historii Partii KC PZPR”. W skład kolegium redakcyjnego weszli wtedy: Janusz Durko, Władysław Góra, Bronisław Krauze, Aleksander Litwin, Wacław Poterański i Feliks Tych. Ukazały się jedynie dwa numery. Z powodu likwidacji na przełomie 1956/1957 Wydziału Historii Partii pismo przesłało się ukazywać. 
Wznowiono je z nową numeracją w roku 1958. Wydawcą został Zakład Historii Partii przy KC PZPR, następnie Instytut Ruchu Robotniczego w Wyższej Szkoły Nauk Społecznych przy KC PZPR, a od 1984 Akademii Nauk Społecznych. Periodyk był poświęcony historii polskiego i międzynarodowego ruchu robotniczego.

## Redaktorzy naczelni
- Feliks Tych (1958–1971)
- Antoni Czubiński (1971–1974)
- Zenobiusz Kozik (1974–1982)
- Bogdan Brzeziński (od 1982)

Członkami redakcji byli m.in. Wojciech Bułat (1967–1981), Leon Grosfeld (1958–1968, od pierwszego numeru pisma), Stanisław Kalabiński (1958–1959, od pierwszego numeru pisma), Aleksander Kochański (1958–1962, sekretarz redakcji od pierwszego numeru pisma), Teresa Monasterska (1958–1963), Bronisław Radlak (1965–1967), Tadeusz Sierocki (od 1965), Ludomir Smosarski (1965–1967), Jan Sobczak (1962–1976), Jerzy Targalski (1964–1967), Jan Tomicki (1959–1966), Janusz Żarnowski (1960–1964).